# Miers (Lot)
Miers település Franciaországban, Lot megyében. Lakosainak száma 448 fő (2022. január 1.). Miers Carennac, Alvignac, Floirac, Gintrac, Montvalent, Padirac és Thégra községekkel határos.

## Népesség
A település népességének változása:
| Lakosok száma | 407  | 365  | 347  | 424  | 436  | 447  | 455  | 457  | 454  | 448  |
|               | 1968 | 1982 | 1990 | 2006 | 2013 | 2015 | 2017 | 2019 | 2020 | 2022 |